# Универсальная корабельная артиллерия

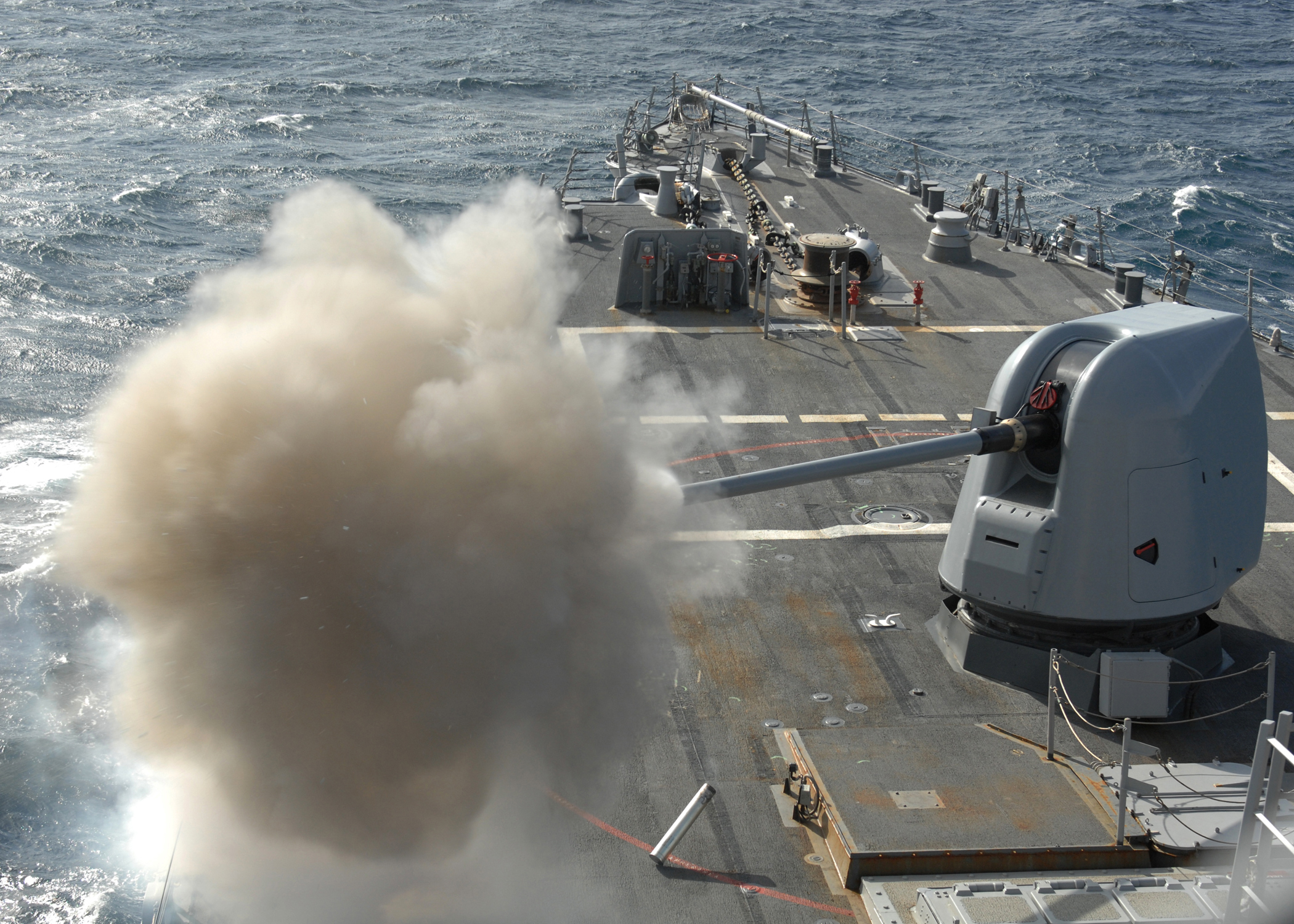
Американское универсальное орудие Mk.45, калибра 127 мм.

Универсальная артиллерия — корабельная артиллерия универсального назначения, способная вести эффективный огонь по морским, береговым и воздушным целям. Впервые появилась в 1930-х годах. После Второй мировой войны стала основным видом корабельной артиллерии. Современная универсальная артиллерия как правило автоматическая и обычно имеет калибр от 76 до 130 миллиметров.

## Универсальная артиллерия Второй мировой войны

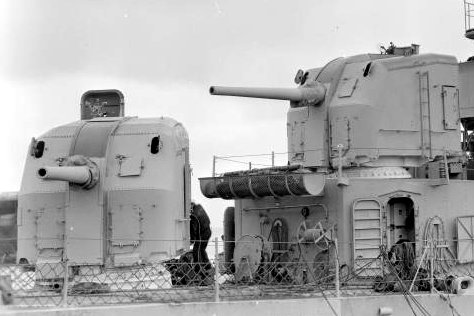
127-миллиметровое орудие Mark 12 на эсминце типа «Флетчер».

Универсальная корабельная артиллерия впервые появилась в начале 1930-х годов как попытка решить проблему ПВО при ограниченности места для размещения артиллерии на кораблях. Ранее, в годы Первой мировой войны, проблема воздушной угрозы не стояла остро и даже крупные военные корабли оснащались лишь несколькими зенитными орудиями малого калибра. С развитием авиации потребовалось снабдить боевые корабли эффективной зенитной артиллерией. Но также стояла задача борьбы с надводными целями. Поскольку на кораблях можно было разместить лишь ограниченное количество орудий, возникла идея совместить в одной артиллерийской системе возможности борьбы как с воздушным противником, так и с лёгкими кораблями типа эсминцев. Требования к универсальным орудиям выдвигались противоречивые — с одной стороны такие орудия должны были обладать достаточной огневой мощью для поражения лёгких кораблей, с другой — иметь достаточно большие скорострельность и скорости наведения, необходимые для успешной борьбы с воздушными целями.

### США
Американский флот получил в 1926 году своё первое универсальное 127-миллиметровое орудие Mark 10 с длиной ствола 25 калибров, а затем 127-миллиметровое орудие Mark 12 с длиной ствола 38 калибров. Эта артсистема начала поступать на вооружение в 1934 году, став основным универсальным орудием американских ВМС, и считается лучшим универсальным орудием Второй мировой войны. Ею оснащались американские линкоры, авианосцы, крейсера и эсминцы. Высокая эффективность Mk.12 объяснялась не только характеристиками самого орудия, но и наличием совершенной системы управления огнём Mk 37, а также применением с 1943 года снарядов с радиовзрывателем. Для новейших кораблей флота в 1940 году было разработано ещё более мощное орудие 5"/54 Mark 16, предназначенное для установки на линкоры типа «Монтана», но широкого распространения оно не получило и фактически такими пушками оснастили лишь авианосцы типа «Мидуэй».

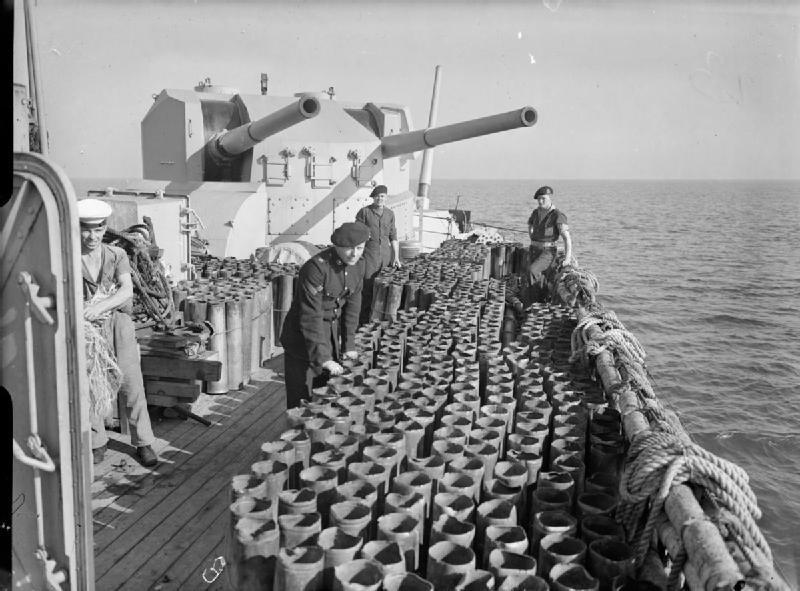
133-мм орудия QF Mark I на крейсере «Сириус» типа «Дидо».

В конце Второй мировой войны, под влиянием успешного применения немцами радиоуправляемых авиабомб, американский флот приступил к разработке универсального орудия калибра 152 мм, которое должно было сбивать носители управляемого оружия на больших дальностях и высотах. Орудие 6"/47DP Mark 16 было разработано в 1943 году, им предполагалось оснастить лёгкие крейсера типа «Вустер». Но на войну корабли не успели, два крейсера этого типа вошли в строй лишь в 1948—1949 годах. Само орудие вышло малоудачным и дальнейшего развития не получило.

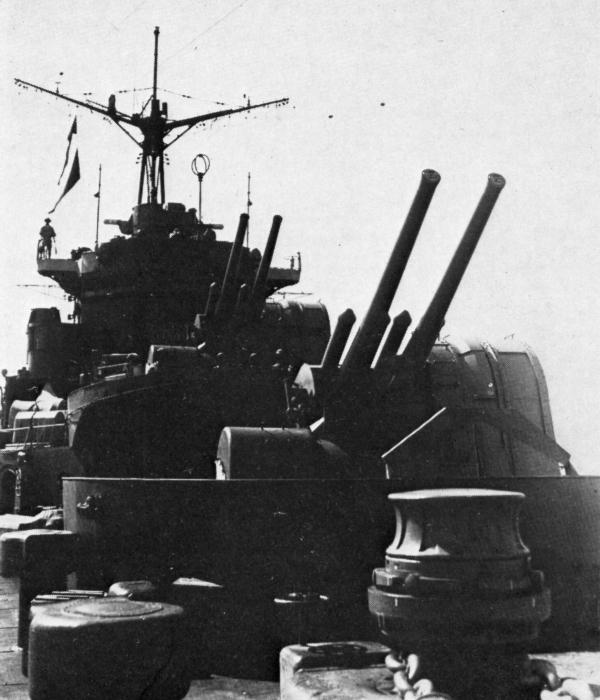
127-мм орудия тип 89 на авианосце «Читозе».

### Великобритания
Британский флот первым получил в 1925 году свои первые универсальные орудия 4.7"/40 QF Mark VIII калибра 120 мм. Этими пушками оснащались линейные корабли типа «Нельсон». На вооружение британского флота в 1930-х годах поступил целый ряд универсальных орудий. Наибольшие надежды возлагались на 133-миллиметровые пушки QF Mark I, которыми вооружались новейшие линкоры типа «Кинг Джордж V» и последний британский линкор «Вэнгард», а также крейсера ПВО типов «Дидо» и «Улучшенный Дидо». Орудие оказалось малоудачным — достаточно мощным для поражения надводных целей, но недостаточно скорострельным для борьбы с авиацией.
Заметно более эффективными в качестве зенитных стали 114-миллиметровые орудия типа QF Mark I, III, IV. Они устанавливались на модернизированных линкорах типа «Куин Элизабет», линейном крейсере «Ринаун», многие авианосцы, а также стали основным оружием эсминцев типа «Бэттл». Однако эффективность орудия против надводных целей признавалась недостаточной.

### СССР
Хотя формально универсальных орудий на вооружении советского военно-морского флота (ВМФ СССР) и не было, но в качестве универсальных использовались формально зенитные установки — 76-мм 34-К, 85-мм 90-К, 100-мм Б-34, которые устанавливались и как установки главного калибра для стрельбы и по надводным и береговым целям на многочисленных сторожевых кораблях (СКР), тральщиках (ТЩ), канонерских лодках (КЛ [в частности, на 18 Волжской флотилии]), 20 больших охотниках типа «Артиллерист» (проекта 122), вступивших в строй до конца войны, плавучих артиллерийских (на 10) и зенитных (на 16) батареях и других, в основном мобилизованных, судах, которых было гораздо больше (только около 30 СКР и 16 ТЩ типа РТ Северного флота и других), чем линкоров, крейсеров, эсминцев и даже тральщиков и сторожевых кораблей специальной постройки, и которые в основном несли тяжесть войны на морях, реках и озерах. Например в Ладожской флотилии, выполнявшей важнейшую задачу обеспечения снабжения осажденного Ленинграда, из крупных кораблей к осени 1941 года было 6 переоборудованных КЛ с 34-К и Б-34 главного калибра и 2 СКР спецпостройки.
Недаром в некоторых источниках эти установки именуют только универсальными
Из боевых кораблей основных классов специальной постройки указанными универсальными установками вооружены только примерно 51: 3 линкора 76-миллиметровыми 34-К и их развитием 39-К и 81-К в качестве зенитных орудий; 7 крейсеров — 2 на Балтийском флоте, 3 на Черноморском и 2 на Тихоокеанском, 7 лидеров; 34 эсминца. Боевые корабли специальной постройки применяли 76 — 100-мм орудия в основном как зенитные.
В общем из выпущенных до и в годы Второй мировой войны около 376 76—100-мм установок (306 76-мм 34-К и их вариантов 39-К и 81-К, 128 85-мм 90-К и около 42 100-мм Б-34), только около 136 (82 76-мм 34-К на эсминцах и лидерах, 20 34-К и их модификаций 81-К на линкорах и крейсерах, 16 85-мм 90-К на 2 тихоокеанских крейсерах в 1943 году (вместо 16 34-К), и 24 100-мм Б-34 на 4 балтийских и черноморских крейсерах) — меньше 40%, было установлено на кораблях основных классов, остальные 240 — больше 60%, установлены на небольших кораблях, в основном мобилизованных, как орудия главного калибра.
Из указанных установок автоматизированные системы управления артиллерийским огнем (СУАО) для указанных систем имели только немногие из кораблей основных классов (1 линкор, несколько лидеров проекта 1, 4 эсминца 7У и 2 монитора типа Хасан, вступившие в строй до конца войны), остальные имели ручную СУАО типа Гейслера, где поправки вычислялись по таблицам и данные на орудия передавались по телефонным проводам, как и на дооборудованных гражданских судах. 76-мм 34-К и 85-мм 90-К имели 2 прицела МО, которые эффективны и при стрельбе по воздушным, и по надводным, и по береговым целям.
На сторожевых катерах, малых охотниках МО-4 и малых кораблях (тральщики, некоторые СКРы и вспомогательные корабли из мобилизованных судов) как орудие/я главного калибра устанавливались 45-мм универсальные пушки 21-К и их военная модификация 21-КМ с увеличенной длиной ствола и щитом. Они были самыми массовыми в ВМФ СССР — на 22 июня 1941 года их 1954 (из них 494 — на Балтийском (БФ), 538 — на Тихоокеанском, 411 — на Черноморском (ЧФ), 239 — на Северном флотах (СФ), 170 орудий — на Каспийской, 80 — на Амурской и 25 — на Пинской флотилиях).
Несмотря на то что орудие не отвечало требованиям зенитной обороны, из-за прекращения работ по более совершенному 45-мм автоматическому орудию 62-К, орудия 21-К и с 1944 года — 21-КМ производили в годы Великой Отечественной войны и после её конца. В 1942 году произведено 388 21-К, в 1943 году — 345, в 1944 году (уже модификации 21-КМ) — 486, в 1945 году — 373. В 1947 году производство орудия было прекращено..
В частности 21-К установили как орудия главного калибра по 2 на 251 МО-4, -3, -2 и -1; на более 100 ТЩ: 37 типа «Ижорец» и 27 типа «Москва» БФ и Ладожской флотилии, 14 типа РТ СФ и других; на более 40 СКР: 8 типа РТ СФ (начально, позже на некоторых заменены на 76-мм пушки), 5 СКР типа «Войков» ЧФ и других; также на многих сторожевых катерах, сетевых заградителях и других боевых и вспомогательных судах, в основном дооборудованных гражданских.

### Франция
Французский флот также заинтересовался универсальными орудиями в 1930-х годах. Для линейных крейсеров типа «Дюнкерк» было специально разработано 130-миллиметровое орудие Model 1932. Каждый из двух построенных по проекту линейных крейсеров нёс по 16 таких пушек, в четырёх- и двухорудийных установках. Перспективная, в принципе, идея получила неудачное воплощение. Скорострельность орудий оказалась недостаточной, а механизм заряжания ненадёжным. Скорости наведения тяжёлых башен, как горизонтальная, так и вертикальная, были слишком низкими для борьбы с появившимися в 1930-х годах самолётами.
Тем не менее, французский флот сделал попытку обзавестись ещё более крупнокалиберными универсальными орудиями. Специально для линкоров типа «Ришельё» была разработана модификация 152-мм орудия Model 1930, которое могло вести огонь с углом возвышения до 80°. Линкоры должны были нести по 15 таких орудий в трёхорудийных установках, размещённых в кормовой части и по бортам. Уже при начале строительства кораблей стало ясно, что обеспечить необходимые для борьбы с воздушными целями скорости наведения тяжёлых башен не удастся, поэтому в окончательном варианте число орудий и башен уменьшили до девяти и трёх соответственно, а остальные заменили 100-миллиметровыми орудиями. Лишь после Второй мировой войны, в результате длительной работы над механизмами башен, удалось довести их до уровня действительно универсальной артиллерии.

### Япония
Японский императорский флот получил в 1926 году свои первые универсальные орудия тип 3 калибра 120 мм. Этими пушками оснащались первые тяжёлые крейсера Японии: типов «Фурутака» и «Аоба». В 1932 году на вооружение флота было принято универсальное 127-миллиметровое орудие тип 89. От своего американского аналога оно отличалось меньшей скорострельностью при близости прочих характеристик. Этим орудием оснащались японские линкоры, авианосцы и тяжёлые крейсера. Опыт войны привёл японцев к мысли о преимущественно противовоздушном назначении универсальной артиллерии. В итоге, в 1942 году на вооружение поступило универсальное орудие меньшего калибра, но обладавшее заметно большей скорострельностью, начальной скоростью снаряда и скоростями наведения. 100-миллиметровое орудие тип 98 стало основным орудием эсминцев ПВО типа «Акидзуки», а также зенитным калибром авианосца «Тайхо» и перспективных линейных крейсеров типа B-64/65. Эта пушка оказалась наиболее совершенным зенитным орудием Японии времён Второй мировой войны.
| Сравнительные ТТХ универсальных орудий Второй мировой войны |                           |                           |                           |                            |                 |                           |                      |                 |                  |
| Характеристики                                              | 5"/38 Mark 12             | 5"/54 Mark 16             | 6"/47DP Mark 16           | 4,5"/45 QF Mark I, III, IV | 5,25" QF Mark I | 130 mm/45 Model 1932/1935 | 152 mm/55 Model 1930 | 127-мм/50 Тип 3 | 127-мм/40 Тип 89 |
| Государство                                                 | Соединённые Штаты Америки | Соединённые Штаты Америки | Соединённые Штаты Америки | Великобритания             | Великобритания  | Франция                   | Франция              | Япония          | Япония           |
| Калибр, мм                                                  | 127                       | 127                       | 152,4                     | 114                        | 133             | 130                       | 152,4                | 127             | 127              |
| Масса орудия, кг                                            | 1810                      | 2432                      | 4300                      | 2803—2859                  | 4362            | 3750                      | 7657                 | 4205            | 3050             |
| Скорострельность, выстрелов/мин                             | 12—22                     | 15—18                     | 12                        | 12—20                      | 7—9             | 10—12                     | 5—6,5                | 5—10            | 8—15             |
| Дальность стрельбы, м                                       | 15 903                    | 23 691                    | 21 473                    | 18 970                     | 21 397          | 20 800—20 870             | 26 484               | 18 400          | 14 800           |
| Масса снаряда, кг                                           | 24—25                     | 31,5                      | 47,6—59                   | 23—24,95                   | 36,3            | 29,5—32,1                 | 49,3—57,1            | 23              | 23—23,45         |
| Начальная скорость снаряда, м/с                             | 792                       | 808                       | 762—812                   | 746                        | 792             | 800—840                   | 870                  | 910             | 725              |

## Универсальная артиллерия первого послевоенного периода
В послевоенные годы интерес военных моряков к универсальным орудиям резко возрос. По сути, все вновь проектируемые орудия создавались как универсальные. При этом приоритет отдавался борьбе с воздушными целями, поэтому особое внимание уделялось скорострельности, что вызвало стремление к созданию полностью автоматизированных орудий.

### США

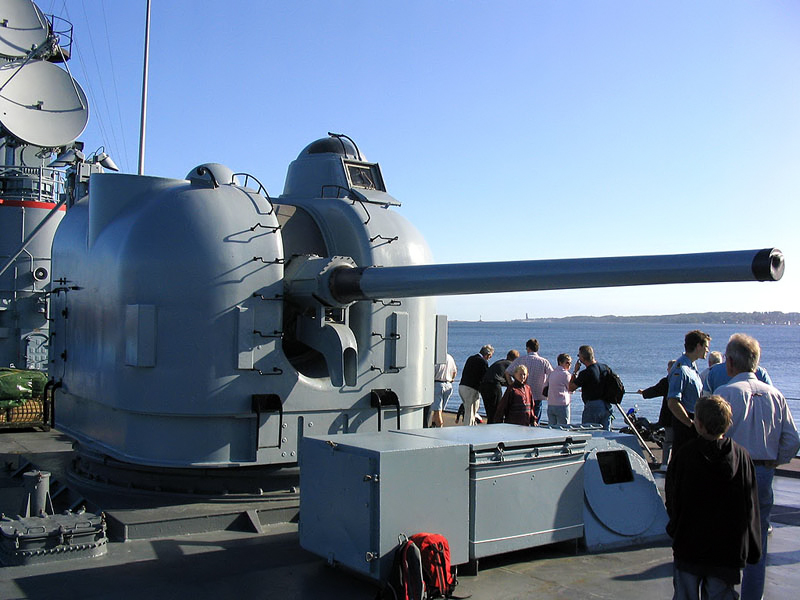
127-мм артустановка Mark 42.

Флот США в 1950-х—1960-х годах вёл ряд программ по созданию высокоэффективных универсальных орудий. В частности, были построены и испытаны 127-миллиметровые артустановки Type F с длиной ствола 70 калибров и начальной скоростью снаряда более 1000 метров в секунду, а также установка Mark 65, имевшая ствол длиной 54 калибра, но весьма скорострельная, и Mark 66, бывшая спаренным вариантом Mark 65. Развитие всех этих проектов было по разным причинам прекращено, однако американский флот всё же получил весьма совершенную установку 127-мм калибра. Ею была Mark 42, которая на многие годы стала главным калибром кораблей США. Эта полностью автоматизированная система начала поступать во флот с 1955 года. Отличалась солидной массой, установка обладала скорострельностью до 40 выстрелов в минуту. Впрочем, на максимальной скорострельности механизмы заряжания работали не особенно надёжно и с течением времени максимальную скорострельность ограничили. Установкой Mark 42 оснащались многие корабли американского флота, кроме того, она широко экспортировалась.
Гораздо менее удачным оказался другой проект, воплощённый в серийные образцы. 76,2-миллиметровое спаренная установка Mark 37 разрабатывалась совместно с Великобританией, хотя в итоге у двух стран получились две разные установки. Mark 37 предназначалась для замены Mark 33, которая изначально рассматривалась как паллиативное решение. Разработка оружия началась в 1945 году, велась более десяти лет и завершилась лишь в 1956 году. С 1958 года установка Mark 37 начала поступать на корабли. На практике орудие оказалось весьма ненадёжным и не имело радикальных преимущество перед Mark 33. Поэтому уже после нескольких лет эксплуатации установки Mark 37 были сняты с вооружения.

### Великобритания

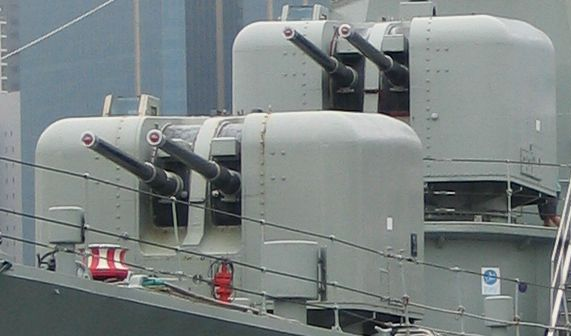
113-миллиметровые артустановки QF Mark V на эсминце «Вэмпайр» типа «Дэринг».

Британский флот в 1947 году получил на вооружение спаренную 113-миллиметровую артустановку QF Mark V, которая, в свою очередь, была несколько усовершенствованным вариантом установки QF Mark IV, применявшейся в годы Второй мировой войны. В отличие от своей предшественницы, эта установка сразу разрабатывалась как полностью автоматическая. Однако механизм заряжания орудия оказался ненадёжным и QF Mark V использовалась, по большей части, с ручным заряжанием, что заметно снижало скорострельность. Эта система была впервые установлена на эсминцах типа «Дэринг», в дальнейшем применялась на многих кораблях Королевского флота. Хотя в 1960-х годах QF Mark V уже выглядела устаревшей, отсутствие более современной системы вынудило применить её на эсминцах УРО типа «Каунти», а недостаточную скорострельность компенсировать размещением двух таких установок.
В 1940-х — 1950-х годах командование британского флота вынашивало планы постройки крейсеров ПВО, оснащённых мощной универсальной артиллерией. Финансовые проблемы не позволили реализовать эти планы в полном объёме, но флот всё же получил свои последние крейсера. Им стали три корабля типа «Тайгер», вступившие в строй в 1959—1961 годах. Постройка чисто артиллерийских крейсеров выглядела в то время анахронизмом, однако их вооружение оказалось весьма солидным. Главный калибр был представлен 152-миллиметровыми орудиями QF Mark V, размещёнными в двух спаренных установках. Орудие, разработка которого началась ещё в годы Второй мировой войны, в исправном состоянии могло выпускать до 20 снарядов в минуту на ствол. Главный калибр дополнялся тремя спаренными универсальными установками Mark 6 калибра 76 мм. Последние предназначались, в основном, для нужд ПВО и могли выпускать до 60 снарядов в минуту на ствол.

### Франция

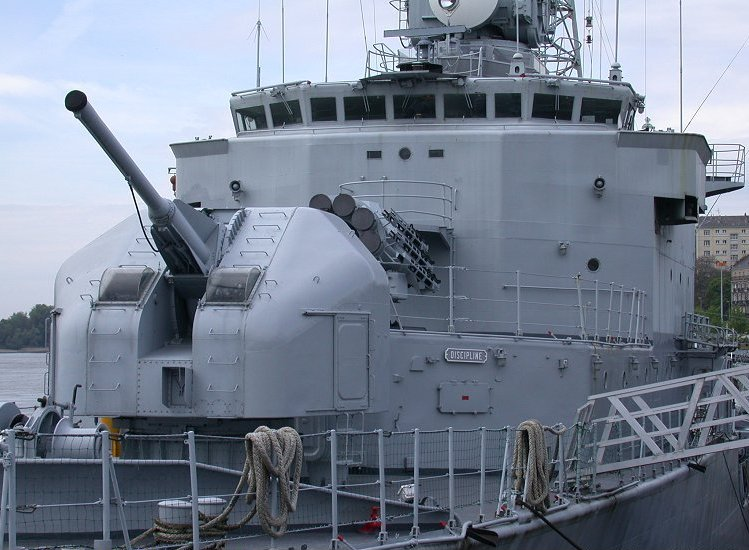
100-мм орудие Model 1953 на французском фрегате.

Развитие универсальных корабельных орудий во Франции пошло в первые послевоенные годы по двум направлениям. С одной стороны, требовалось срочно восполнить потери флота в ходе Второй мировой войны. Для этих целей был заложен целый ряд кораблей, не отличавшихся передовыми характеристиками, но которые можно было построить достаточно быстро. В частности, для их вооружение французские конструкторы разработали к 1948 году, с американской помощью, универсальное 127-миллиметровое орудие Model 1948. По своим основным решениям оно повторяло американское орудие Mark 16 и стреляло снарядами американского образца. Несмотря на отсутствие автоматического заряжания и связанную с этим невысокую скорострельность, Model 1948 стало основным универсальным орудием французских ВМС в 1950-х годах. Этими орудиями оснащались эсминцы типа «Сюркуф» и «Дюперре», а также новые крейсера «Кольбер» и «Де Грасс».
К 1953 году французским конструкторам удалось разработать действительно передовое орудие, которое в дальнейшем стало единственным универсальным орудием кораблей французского флота. Для него был выбран калибр 100 мм — по мнению французских моряков, достаточно тяжёлый для обстрела морских и береговых целей и достаточно лёгкий и скорострельный для борьбы с воздушными целями. Артиллерийская установка Model 1953 была создана специалистами компании Creusot-Loire к 1953 году, а с 1957 года начала использоваться на кораблях. Оно заменило в дальнейшем как 127-миллиметровую Model 1948, так и 57-миллиметровую Model 1951, которое, в свою очередь, являлось импортируемым из Швеции оружием, разработанным и произведённым компанией «Бофорс».

### Швеция
Шведская компания «Бофорс» в 1940-х годах работала над совершенствованием своего 120-миллиметрового универсального орудия. Результатом усилий, начатых в 1944 году, было появление к 1950 году универсальной двухствольной артустановки 12cm/50 Model 1950. Хотя вес этой системы оказался весьма солидным, а надёжность первоначально была недостаточной, шведский флот был в целом удовлетворён этой установкой. Ею были оснащены шведские эсминцы типа «Халланд» и «Эстергётланд», нидерландские типа «Фрисланд», а впоследствии и нидерландские же фрегаты типа «Тромп». Основной положительной чертой этой системы стала её очень высокая скорострельность — до 45 выстрелов в минуту на ствол, что обеспечивало вооружённым ею кораблям значительную огневую мощь.

### СССР

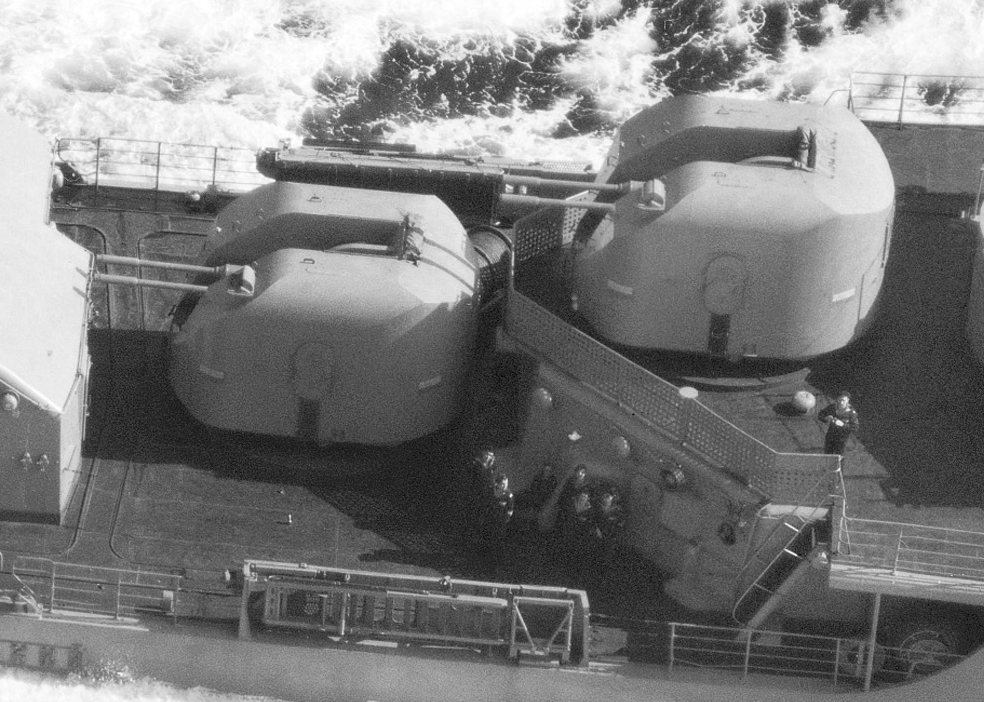
Артустановки АК-726 на сторожевом корабле проекта 1135.

В советском ВМФ первой послевоенной универсальной установкой стала 100-миллиметровая спаренная палубно-башенная СМ-5. Она была разработана в первые послевоенные годы и серийно производилась в 1948—1955 годах. Установка была стабилизирована, управлялась при помощи РЛС, а сами орудия отличались превосходной баллистикой. Однако заряжание оставалось полуавтоматическим, что предопределило невысокую скорострельность. Установками СМ-5 оснащались крейсера проектов 68К и 68-бис.
Для вооружения эсминцев проектов 41 и 56 была разработана спаренная палубно-башенная артустановка СМ-2-1. Она производилась с 1950 по 1957 годы. Несмотря на наличие стабилизации, собственного радиодальномера и хорошие баллистические характеристики, полуавтоматическое заряжание делало эту систему устаревшей в сравнении с зарубежными автоматическими образцами. Реальная эффективность СМ-2-1 против воздушных целей признавалась невысокой и эсминцы проекта 56 советский флот предполагал использовать, главным образом, для обстрела береговых целей.
С учётом новых тенденций в развитии корабельной артиллерии, в СССР в 1950-х годах велись работы по созданию автоматических орудий среднего калибра. Были созданы опытные образцы спаренных орудий калибра 130 мм (СМ-62) и 100 мм (СМ-52). Однако спровоцированное Н. С. Хрущёвым увлечение управляемыми ракетами привело к прекращению работ над этими образцами. В итоге, на вооружение советского флота поступила лишь одна универсальная установка, разработанная в 1950-х годах. Это была 76-миллиметровая спаренная установка АК-726. Она предназначалась, в основном, для борьбы с воздушными целями и обладала сравнительно высокой скорострельностью — до 90 выстрелов в минуту на один ствол. Этими артустановками вооружались ракетные крейсера проекта 58, большие противолодочные корабли проектов 61 и 1134Б, сторожевые корабли проектов 1135, 1159, малые противолодочные корабли 1124М и 159, а также авианесущие крейсера проекта 1143.
| Сравнительные ТТХ универсальных артиллерийских установок 1945—1960 гг. |                           |                           |                |                   |                 |                      |                      |                    |                                           |                                           |                                           |
| Характеристики                                                         | 5"/54 Mark 42             | 3"/50 Mark 33             | 3"/70 Mark 6   | 4.5"/45 QF Mark V | 6"/50 QF Mark V | 100 mm/55 Model 1953 | 127 mm/54 Model 1948 | 12cm/50 Model 1950 | СМ-5                                      | СМ-2-1                                    | АК-726                                    |
| Государство                                                            | Соединённые Штаты Америки | Соединённые Штаты Америки | Великобритания | Великобритания    | Великобритания  | Франция              | Франция              | Швеция             | Союз Советских Социалистических Республик | Союз Советских Социалистических Республик | Союз Советских Социалистических Республик |
| Калибр, мм                                                             | 127                       | 76,2                      | 76,2           | 114               | 152,4           | 100                  | 127                  | 120                | 100                                       | 130                                       | 76,2                                      |
| Количество стволов                                                     | 1                         | 2                         | 2              | 2                 | 2               | 1                    | 2                    | 2                  | 2                                         | 2                                         | 2                                         |
| Масса установки, т                                                     | 66,2                      | 14,69                     | 37,7           | 44,7              | 158,5           | ?                    | 48                   | 52                 | 45,8                                      | 57,3                                      | 25,6                                      |
| Скорострельность, выстрелов/мин на один ствол                          | 40                        | 45—50                     | 45             | 12—14             | 20              | 60                   | 13—18                | 42—45              | 15—18                                     | 12—15                                     | 90                                        |
| Дальность стрельбы, м                                                  | 23 691                    | 13 350                    | 17 830         | 18 970            | 22 860          | 17 260               | 22 000               | 19 100             | 24 198                                    | 27 764                                    | 15 700                                    |
| Масса снаряда, кг                                                      | 31,75                     | 5,9                       | 6,8            | 25                | 58,9—59,9       | 13,5                 | 31,5—31,7            | 23,5               | 15,6                                      | 33—33,4                                   | 5,9                                       |
| Начальная скорость снаряда, м/с                                        | 808                       | 823                       | 1036           | 746               | 768             | 855                  | 808                  | 825                | 1000                                      | 950—955                                   | 980                                       |

## Современная универсальная артиллерия
Современная универсальная артиллерия производится лишь в некоторых странах, большинство флотов мира оснащается импортными орудиями этого класса.
К числу современных универсальных орудий относят:
- итальянские 127-миллиметровую Compact, 76-миллиметровые Compact и Super Rapid;
- американскую 127-миллиметровую Mark 45;
- французские 100-миллиметровые Mk 68 и Compact;
- британскую 114-миллиметровую Mark 8;
- советские/российские 76-миллиметровые АК-176, 100-миллиметровые АК-100 и А-190, 130-миллиметровые АК-130 и А-192.

### США

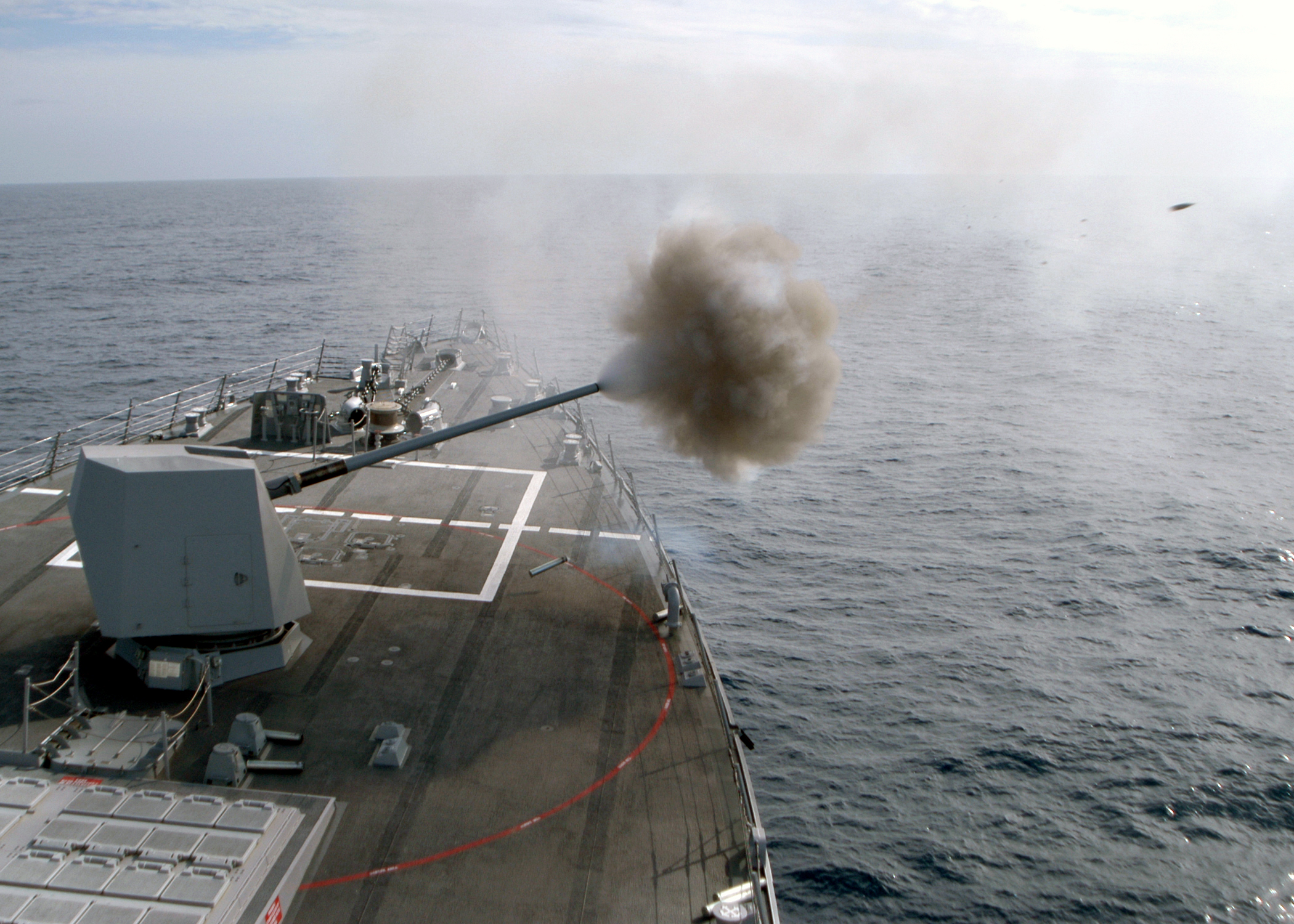
Артустановка Mark 45 Mod.4 на борту эсминца «Пребл».

Получив опыт использования артустановки Mark 42, флот США приступил в 1967 году к разработке нового орудия калибра 127 мм. Ставилась задача создать установку, которая отличалась бы от Mark 42 меньшим весом, но большей надёжностью и ремонтопригодностью, могла быстро открыть огонь. Характеристики максимальной скорострельности приоритетными не считались. Результатом работ стало появление в 1971 году артиллерийской установки Mark 45 Mod.0. В 1973 году началось её серийное производство. В 1980 году появилась модификация Mod.1, а в 1988 году — Mod.0. Артиллерийской установкой Mark 45 вооружены крейсера типа «Тикондерога», эсминцы типов «Спрюэнс» и «Кидд», эсминцы ранней версии типа «Арли Бёрк», а также ряд других кораблей. Кроме того, Mark 45 экспортировалась в другие страны. Эта система имеет скорострельность всего 20 выстрелов в минуту, что немного по современным меркам, зато отличается низкой массой и надёжностью. Стремление повысить дальнобойность оружия, важное, прежде всего, для обстрела береговых целей, привело к появлению в 1995 году версии Mark 45 Mod.4, с длиной ствола 62 калибра. С 2000 года она устанавливается на эсминцы типа «Арли Бёрк», начиная с DDG-81 «Уинстон Черчилль», в дальнейшем ею планируют перевооружить часть крейсеров типа «Тикондерога». Установка позволяет использовать широкий выбор боеприпасов, в том числе управляемых.
Постепенный вывод из состава флота тяжёлых крейсеров поставил вопрос об эффективной поддержке десантных операций. По настоянию командования морской пехоты в 1971 году была начата разработка 203,2-миллиметровой артустановки Mark 71. К 1975 году система была готова и прошла успешные испытания на борту корабля. Темп стрельбы тяжёлым снарядом достигал 12 выстрелов в минуту. Mark 71 вполне отвечала поставленным требованиям, но сокращения американского военного бюджета в конце 1970-х годов привели к прекращению программы.
Кроме систем среднего калибра американскому флоту требовались также эффективные 76,2-миллиметровые артустановки. Несмотря на традиционное пристрастие американских  вооружённых сил к оружию национального производства, на сей раз на вооружение в 1975 году была принята итальянская артустановка 76 mm/62 Compact. Её производство по лицензии началось в 1978 году силами компании FMC, её обозначение в ВМС США - Mark 75.

### Италия

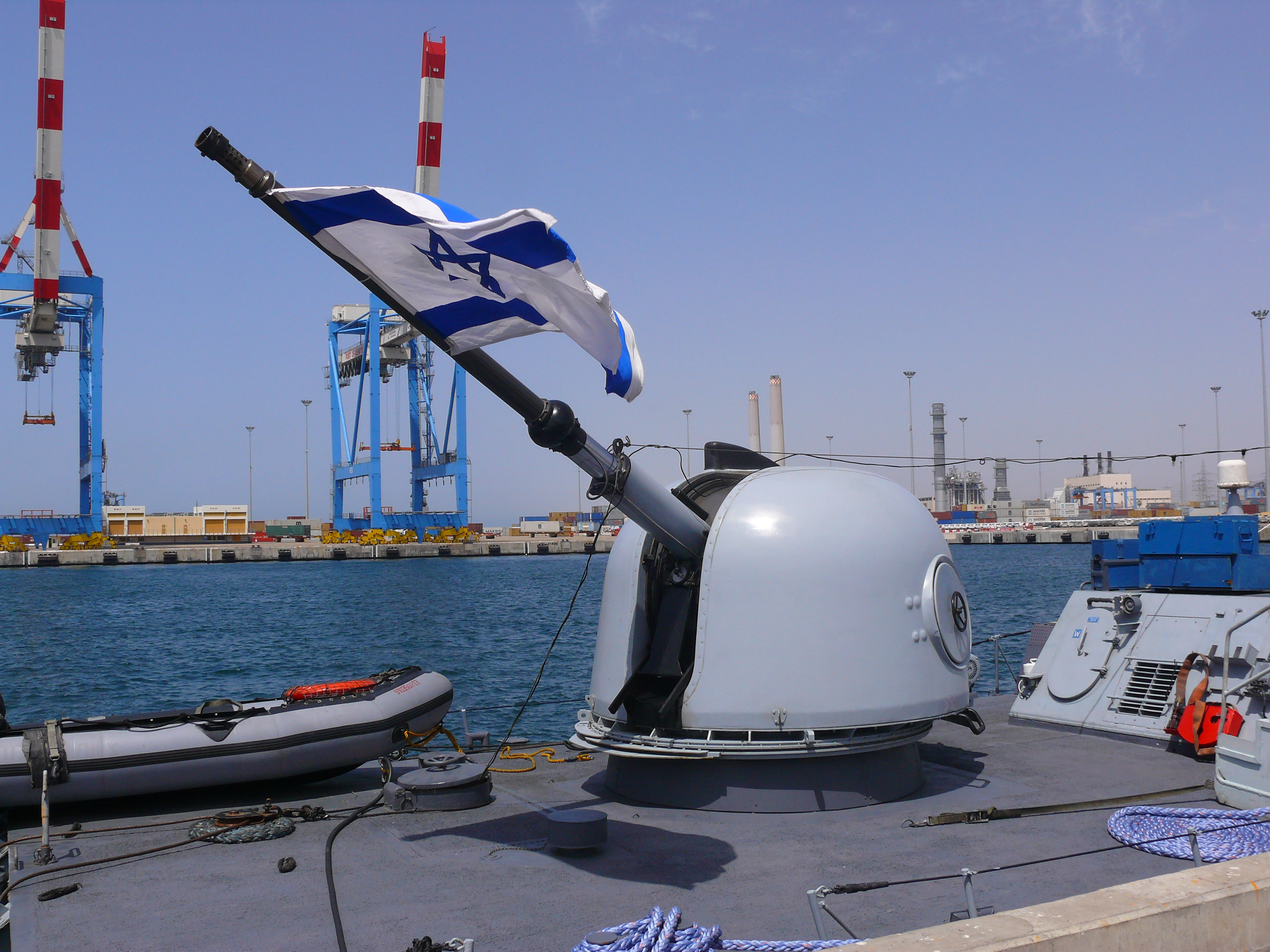
76 mm/62 Compact.

С начала 1950—х годов итальянские конструкторы работали над созданием эффективного автоматического орудия калибра 76.2 мм. Впервые такие артустановки появились на корветах типа «Альбатрос», введённых в строй в 1955—1956 годах. Хотя принципы устройства этой артсистемы были совершенно правильными, сами орудия отличались ограниченным боезапасом, готовым к стрельбе и ненадёжностью. Эти факторы вынудили, в итоге, снять орудия с корветов. Тем не менее, компания OTO Melara продолжила работу над проектом и в 1960 году появилась артустановка M.M.I.. Теперь орудие функционировало надёжно, обеспечивая скорострельность 60 выстрелов в минуту. Этими установками были оснащены итальянские крейсера-вертолётоносцы типа «Андреа Дориа», а также «Витторио Венето». Однако широкому распространению установки препятствовал её достаточно солидный для такого калибра вес — 12 тонн.
Дальнейшее совершенствование 76,2-миллиметровой установки привело к появлению одного из самых удачных послевоенных итальянских проектов в области морских вооружений. В 1963 году была выпущена значительно облегченная и усовершенствованная версия — 76,2-миллиметровая установка Compact. С 1964 года артустановка начала поступать на вооружение сначала на корабли итальянского флота, а затем и на экспорт, став, в итоге, самым распространённым морским универсальным орудием послевоенной эры. На начало 2000-х годов она состояла на вооружении флотов 51 страны. Не остановившись на достигнутом, OTO Melara создала к 1988 году артустановку Super Rapid, изготовленную с применением новейших технологий и имеющую скорострельность 120 выстрелов в минуту.

### СССР

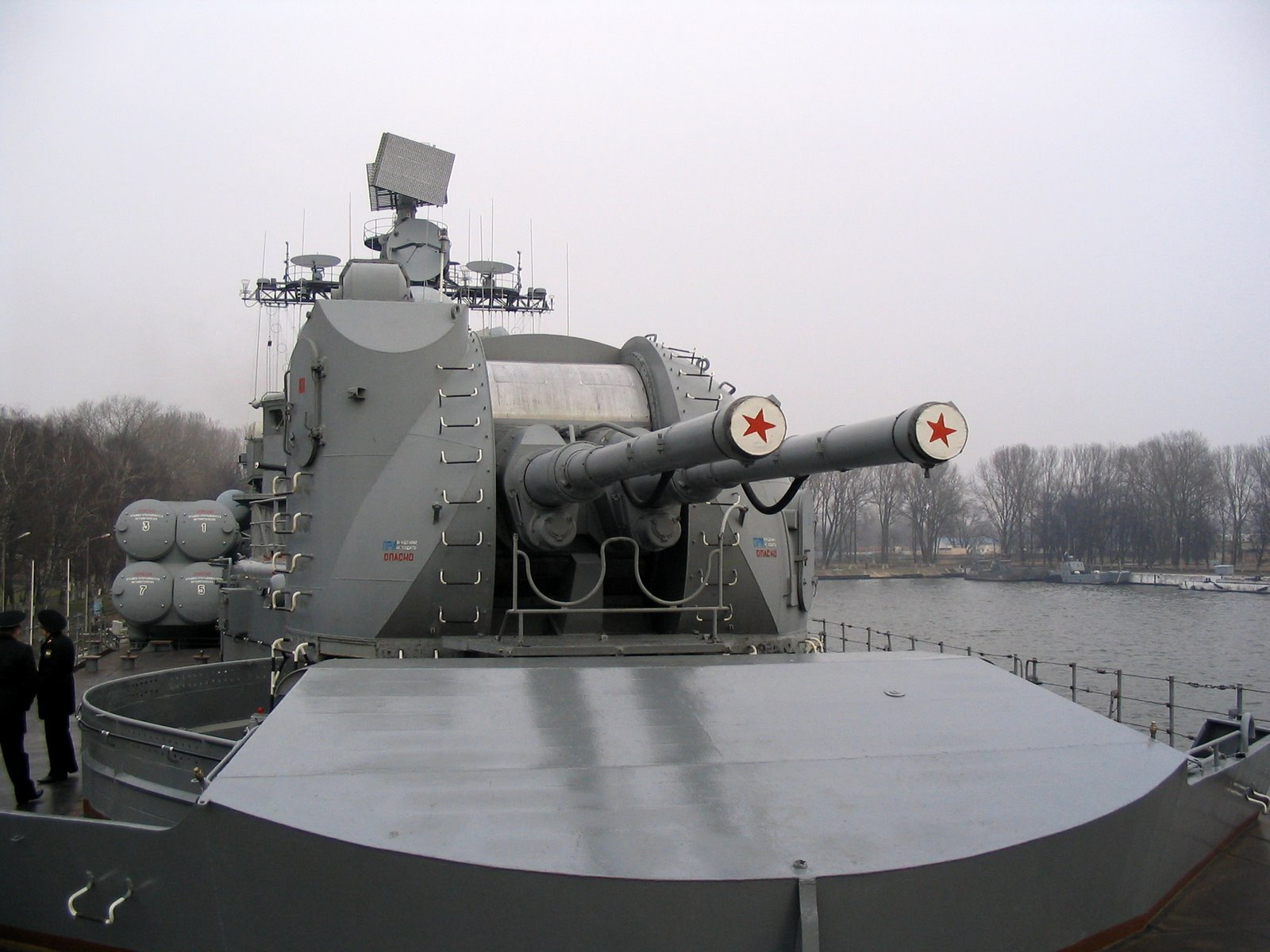
АК-130 на эсминце «Настойчивый».

В СССР разработка универсальных орудий среднего калибра возобновилась после долгого перерыва в конце 1960-х годов. В 1967 году была начата разработка двух новых артиллерийских систем — одноорудийных установок калибра 100 мм и 130 мм. Работы над обеими установками вело ЦКБ-7. Испытания АК-100 были начаты в 1973 году, но официально установка была принята на вооружение в 1978 году. По своим основным характеристикам оно она оказалась близкой к французской 100-миллиметровой установке Model 68, но при этом заметно крупнее и тяжелее. АК-100 устанавливалась на атомных ракетных крейсерах проекта 1144, больших противолодочных кораблях проекта 1155, а также на сторожевых кораблях проекта 1135.
С заметными трудностями велось проектирование 130-миллиметровой установки. Первоначально предполагалось создать одноорудийную установку с темпом стрельбы 60 выстрелов в минуту, что сделало бы её самой скорострельной в мире артсистемой такого калибра. Однако темп стрельбы установки А-217 не превысил 45 выстрелов в минуту, а её масса оказалась значительно превышенной, по сравнению с тактико-техническим заданием. В итоге, работы были прекращены, а артиллерийская часть А-217 использована при разработке двухорудийной установки А-218. В 1985 году эта система была официально принята на вооружение. Она устанавливалась на эсминцы проекта 956 и ракетные крейсера проектов 1144 и 1164. Установка обладает очень большой массой, но по весу снарядов, выпускаемых в минуту, является самой мощной корабельной артустановкой в мире.
В 1970-х — 1980-х годах предлагались также проекты артиллерийских установок большего калибра. В начале 1970-х годов был создан проект «Пион-М», который предлагал адаптировать к корабельным условиям армейское 203,2-миллиметровое орудие «Пион». Скорострельность предполагалось довести до 15 выстрелов в минуту. В начале 1980-х был предложен проект артустановки «Бомбарда». В ней предполагалось использовать артиллерийскую часть армейского 152,4-миллиметрового орудия «Гиацинт». Однако оба проекта были отвергнуты руководством Советского ВМФ, считавшего важнейшим свойством корабельных орудий максимальную эффективность против воздушных целей. Для орудий крупного калибра подобное было невозможно, хотя эффективность обстрела береговых целей резко возрастала.
| Сравнительные ТТХ современных универсальных артиллерийских установок |                           |                  |                      |                   |                    |                  |                                           |                                           |        |                                           |        |
| Характеристики                                                       | Mark 45                   | 76 mm/62 Compact | 76 mm/62 Super Rapid | 127 mm/54 Compact | 100 mm/55 Model 68 | 114 mm/55 Mark 8 | АК-176                                    | АК-100                                    | А-190  | АК-130                                    | А-192  |
| Государство                                                          | Соединённые Штаты Америки | Италия           | Италия               | Италия            | Франция            | Великобритания   | Союз Советских Социалистических Республик | Союз Советских Социалистических Республик | Россия | Союз Советских Социалистических Республик | Россия |
| Калибр, мм                                                           | 127                       | 76,2             | 76,2                 | 127               | 100                | 114              | 76,2                                      | 100                                       | 100    | 130                                       | 130    |
| Количество стволов                                                   | 1                         | 1                | 1                    | 1                 | 1                  | 1                | 1                                         | 1                                         | 1      | 2                                         | 1      |
| Скорострельность, выстрелов/мин                                      | 20                        | 10-85            | 120                  | 30                | 60-78              | 25               | 120                                       | 60                                        | 80     | 92                                        | 30     |
| Дальность стрельбы, км                                               | 23                        | 16               | 15,75                | 16                | 17                 | 22               | 15,7                                      | 21,5                                      | 21     | 23                                        | 23     |
| Масса снаряда, кг                                                    | 32                        | 6.3              | 6,3                  | 32                | 13,5               | 21               | 5,9                                       | 15,6                                      | 15,6   | 33,4                                      | ?      |
| Начальная скорость снаряда, м/с                                      | 808                       | 925              | 925                  | 808               | 870                | 868              | 980                                       | 880                                       | ?      | 850                                       | ?      |
| Масса установки, т                                                   | 25                        | 7,5              | 8                    | 37,5              | 21                 | 26,41            | 10,5                                      | 35,7                                      | 15     | 90                                        | 25     |

## Галерея

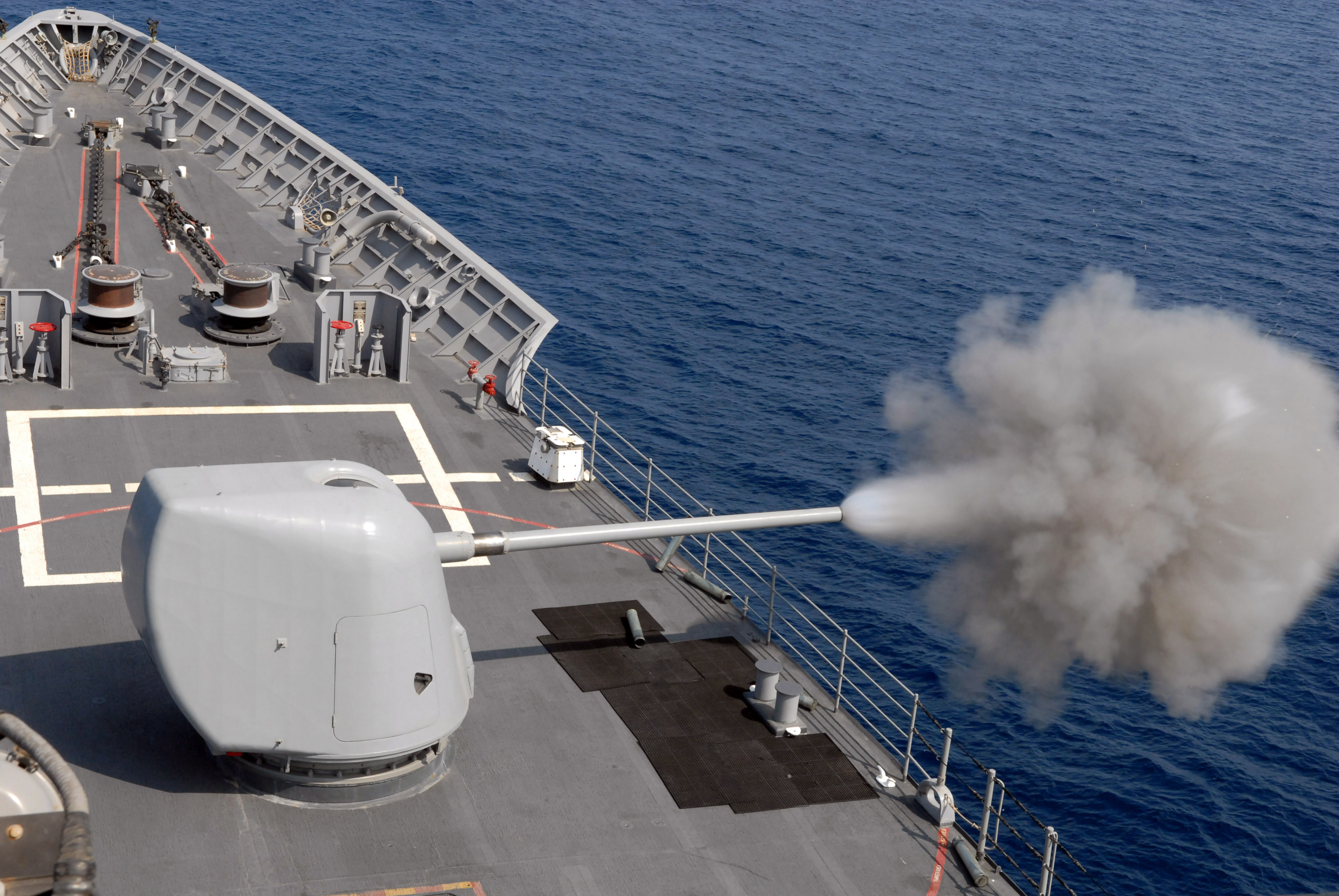
127-мм Mk 45 на крейсере CG-62
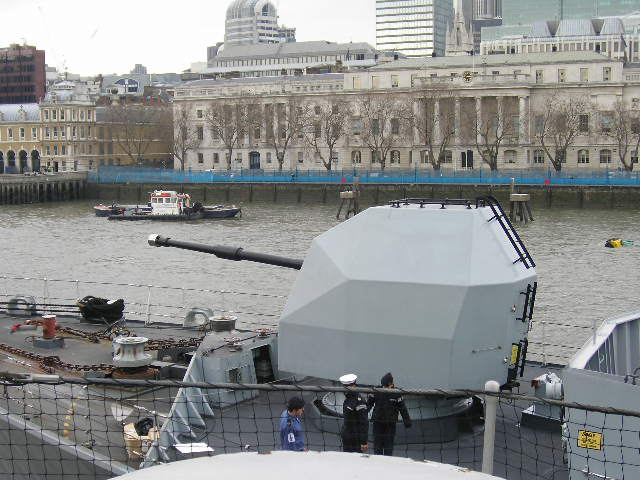
114-мм Mk8 Mod 1 на F238 «Нортумберленд»
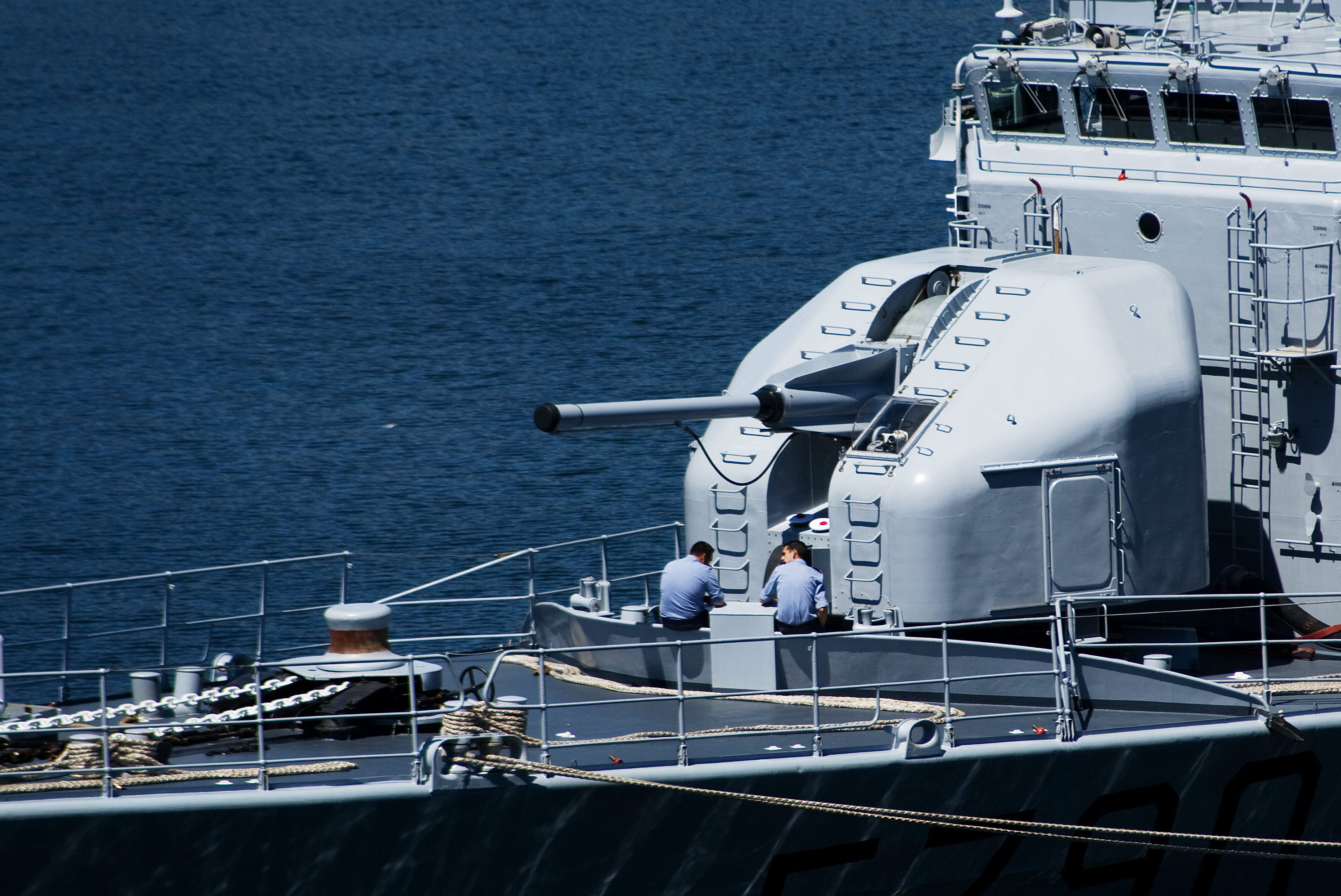
100-мм французская Model 68 на F790
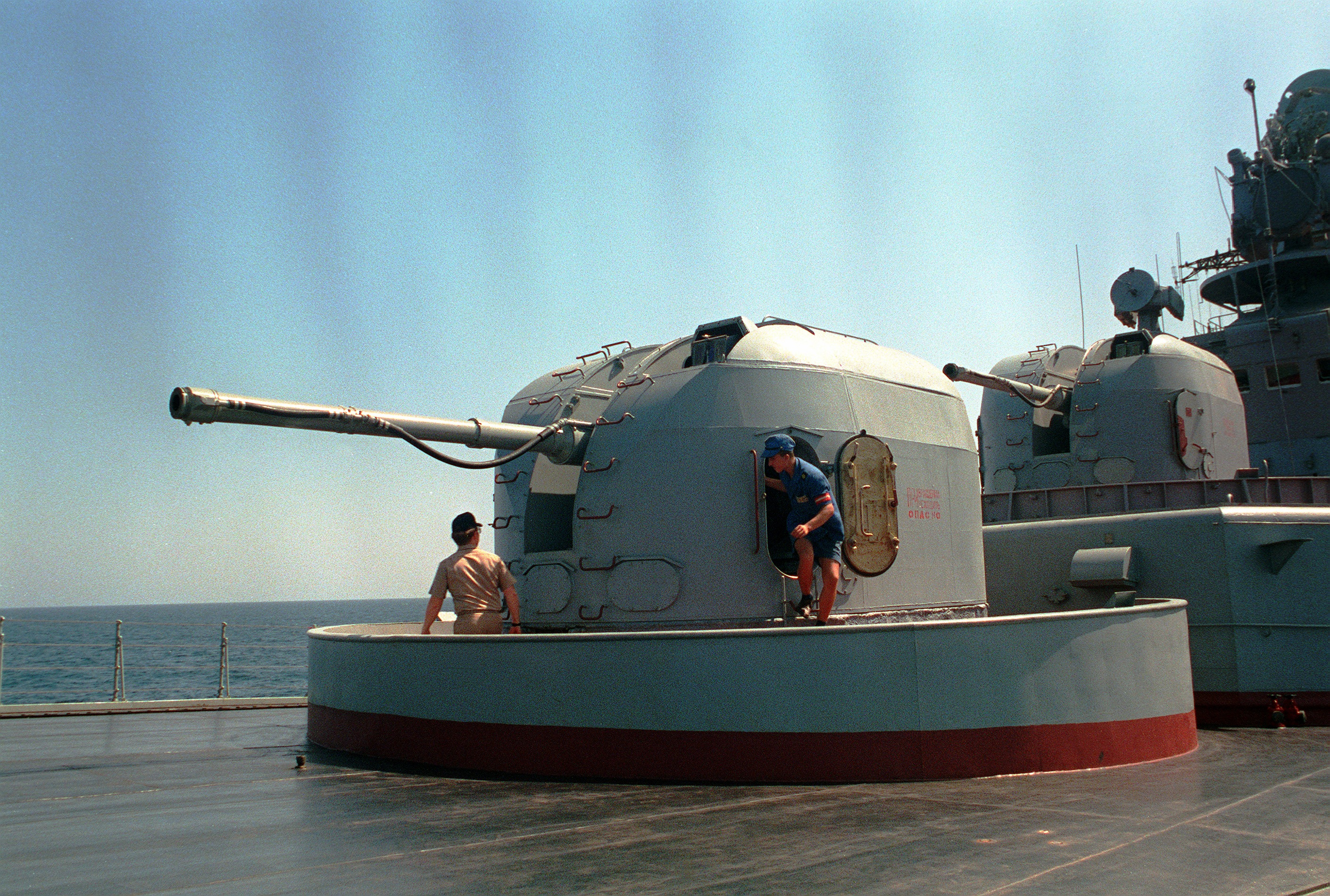
Две АК-100 на БПК «Адмирал Виноградов»
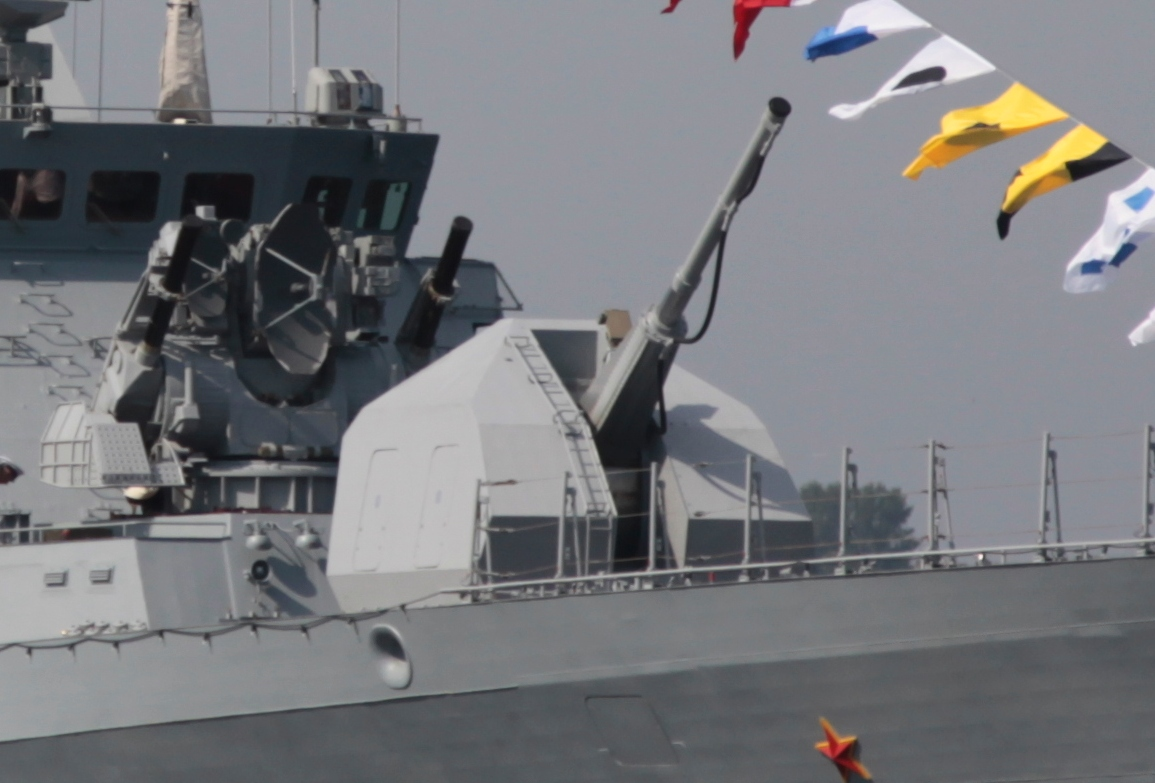
А-190 на корвете «Стерегущий»